# Alphonse Chapanis
Alphonse Chapanis (Connecticut, 17 mars 1917 - Baltimore, 4 octobre 2002) est un ingénieur américain, pionnier du design industriel, l'un des pères de l'ergonomie.

## Biographie, travaux
Alphonse Chapanis est titulaire d'un PhD en psychologie de l'université Yale. Il a travaillé sur l'amélioration de la sécurité des avions pendant la Seconde guerre mondiale.
On lui doit également l'invention du pavé numérique pour clavier de téléphone, encore utilisé de nos jours.